# August Goll
Bernt August Goll (født 31. august 1866 i Bergen, død 31. december 1936 i København) var en dansk retskyndig.
Goll blev student i København 1882, cand. jur. 1887, samme år assistent i Politikammeret, 1896 fuldmægtig, 1902 politiinspektør, 1908 byfoged i Aarhus, 1919 birkedommer i Københavns Amts Nordre Birk. Socialt interesseret har Goll udfoldet en livlig virksomhed, dels i kampen mod kriminaliteten, dels ved at pege på manglerne i den i hans tid gældende lovgivning. Særlig i Nordisk Tidsskrift för Fængselsvæsen og praktisk Strafferet, hvis redaktion han 1898—1908 ledede sammen med Stener Grundtvig, i Dansk Tidsskrift, Det ny Aarhundrede, Ugeskrift for Retsvæsen og Nordisk Tidsskrift for Strafferet har han slået til lyd for reformer særlig i straffelovgivningen og i retsreglerne om uægte børn; i Tilskueren med flera tidsskrifter har han skrevet afhandlinger af mere æstetisk karakter. I 1905 offentliggjorde Goll 6 populære foredrag, Forbrydelse og Straf, 1907 — øjensynlig 
med den berømte retslærde Josef Kohlers Verbrecher-Typen in Shakespeare’s Dramen (Berlin 1903) som forbillede — Forbrydertyper hos Shakespeare, der er oversat på de fleste europæiske hovedsprog, 1916 Lov om Rettens Pleje af 11. Apr. 1916 i populær Fremstilling. Goll har blandt andet været medstifter af Fængselshjælpen og Dansk Kriminalistforening, hvis Forhandlinger han 1900—08 udgav sammen med Carl Torp. Han var medlem blandt andet af den 9. november 1917 nedsatte straffelovskommission.
Han er begravet på Vestre Kirkegård i København.